# Chalybura
Chalybura là một chi chim trong họ Chim ruồi.

## Hình ảnh

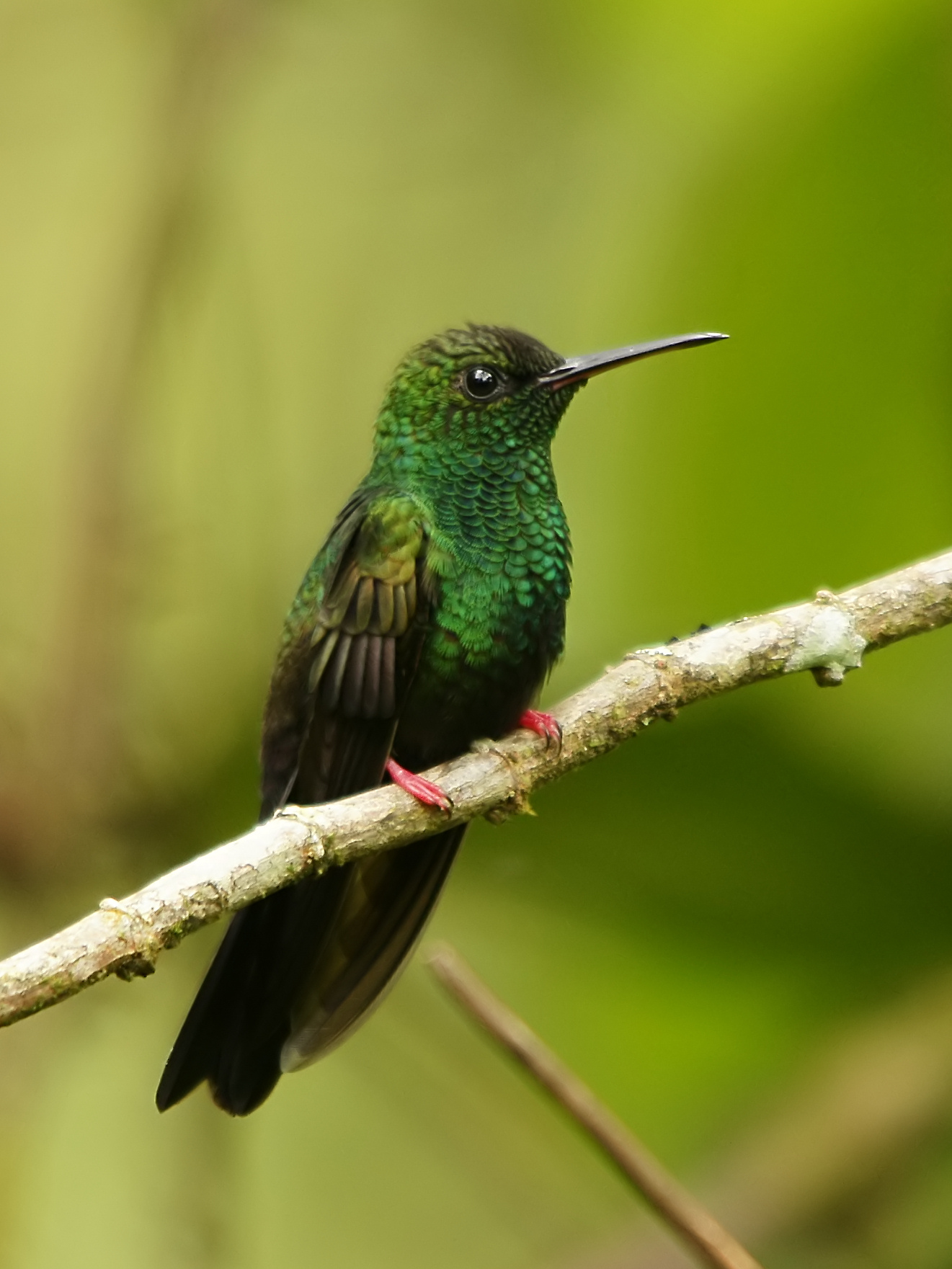
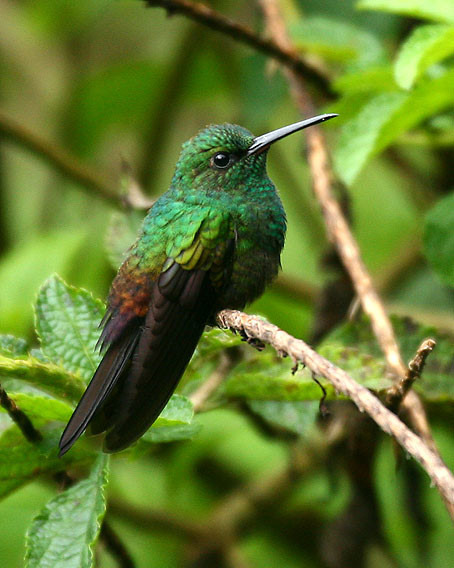

## Các loài
| Image | Scientific name      | Common Name | Distribution                                   |
| ----- | -------------------- | ----------- | ---------------------------------------------- |
|       | Chalybura buffonii   |             | Colombia, Ecuador, Panama, Peru, and Venezuela |
|       | Chalybura urochrysia |             | eastern Honduras to northwestern Ecuador.      |